# Śmierć Ellenai (obraz Jacka Malczewskiego)
Śmierć Ellenai (Śmierć wygnanki, Na łożu śmierci) – obraz olejny Jacka Malczewskiego namalowany w 1883.
Obraz obecnie znajduje się w zbiorach Muzeum Narodowego w Krakowie (nr inw. MNK II-b-1), do którego został zakupiony w 1884, i prezentowany jest w Galerii Sztuki Polskiej XIX wieku w Sukiennicach. Wymiary dzieła wynoszą – wysokość: 212 cm, szerokość: 370 cm (z ramą – wysokość: 259 cm, szerokość: 411 cm, głębokość: 12 cm). Na odwrocie obrazu umieszczona jest sygnatura autorska J.M/1883.
Jacek Malczewski tworzył obrazy inspirowane poematem Anhelli Juliusza Słowackiego przez prawie czterdzieści lat. Na obrazie Śmierć Ellenai zgon bohaterki poematu ukazany jest w monumentalny sposób. Układ ciała Ellenai, a także pełna bólu i bezradności postać towarzyszącego jej Anhellego, oddają bezruch i ciszę śmierci. Jednolita, brunatno-złotawa kolorystyka oraz rozproszone światło sprzyjają kontemplacji dzieła. Malczewski nie ukazał jednak sceny w sposób mistyczny, ale skorzystał z konwencji naturalistycznej, nadając obrazowi charakter rodzajowo-historyczny. Prawdopodobnie wzorował się przy tym na obrazie Śmierć Barbary Radziwiłłówny Józefa Simmlera z 1860.
Możliwe, że na układ sceny mógł mieć wpływ także ojciec malarza, Julian Malczewski, który przekazał w liście podpowiedzi: Anhelli niech płacze, niech będzie pięknym z lat trzydzieści, rysy polskie, brodę [...]. Ubrałbym go w kożuch pospolity, ale z polska przykrojony z kołnierzem wywiniętym, a pod spodem białą bieliznę uwidoczniłbym […] Ściany chaty niech będą z zaokrąglonych grubych drzew, ze szparami mchem i gliną zlepionymi – łoże najprostsze […] okryte kołdrą z flaneli jakiejś grubej, w azjatyckiego gustu pasy, może być futrem renów podszyta [...].